# Muzo
Muzo – miasto w Kolumbii, w departamencie Boyacá.